# اچ‌ام‌اس هاوک (۱۸۹۱)
اچ‌ام‌اس هاوک (۱۸۹۱) (به انگلیسی: HMS Hawke (1891)) یک ناو جنگی بود که طول آن ۳۸۷ فوت (۱۱۸٫۰ متر) بود. ساخت این ناو در ۱۷ ژوئن ۱۸۸۹ در چاتهام داکارد شروع شد، آزمایش‌های تست دریایی در مارس ۱۸۹۲ رضایت بخش بود، مو تورهای آن به قدرت مورد نیاز رسیدند و کشتی در ۱۶ مه ۱۸۹۳ تکمیل شد. هاوک ۳۸۷ فوت ۶ اینچ (۱۱۸٫۱۱ متر) طول داشت،
تسلیحات شامل دو اسلحه ۹٫۲ اینچی بود که در وسط کشتی‌ها قرار داشت و از ده اسلحه شش اینچی پشتیبانی می‌کرد، از این تعداد چهار اسلحه در جعبه‌های روی عرشه اصلی و بقیه پشت سپرهای باز بودند. دوازده اسلحه دفاعی ضد اژدر هم مکمل آن بود، این ناو از کشتی‌های تفریحی محافظت شده بود، و دارای یک عرشه قوس دار و زره پوش به ضخامت ۷۶ تا ۱۲۷ میلی‌متر در حدود سطح خط آب بود.
بخشهای زره پوش آن ۱۵۲ میلی‌متر ضخامت داشت، دارای سپرهایی به ضخامت ۷۶ میلی متر برای اسلحه‌های ۹٫۲ اینچی و زره‌های ۲۵۴ میلی‌متری بر روی برج اتصال کشتی بود.
ماشین آلات هاوک توسط فیرفیلدز ساخته شده‌است، با چهار دیگ بخار استوانه ای دو سر دو تغذیه بخار با سرعت ۱۵۰ پوند بر اینچ مربع (۱۰۰۰ کیلو پاسکال) تا ۲ موتور سه سیلندر سه‌گانه انبساط، که دو شفت را می‌رانده‌اند. این باعث می‌شود ۱۲۰۰۰ اسب بخار قدرت (۸۹۰۰ کیلووات) تحت فشار اجباری ایجاد شود، و سرعت آن ۲۰ گره است (۳۷ کیلومتر در ساعت؛ ۲۳ مایل در ساعت).
در ۲۰ سپتامبر ۱۹۱۱، هاوک، در Solent با کشتی اقیانوس پیمای White Star RMS Olympic برخورد کرد. در طی این برخورد، هاوک دماغه خود را از دست داد.
در اکتبر ۱۹۱۴، به عنوان بخشی از تلاش‌ها برای جلوگیری از حمله کشتی‌های جنگی آلمان به کاروان نظامی از کانادا، اسکادران ۱۰ کروزر در جنوب جنوبی دریای شمال مستقر شد. در ۱۵ اکتبر، این اسکادران در حال گشت زنی در حوالی آبردین بود که در فواصل حدود ۱۰ مایل در خط مستقیم مستقر شد. ساعت ۹:۳۰، هاوک با سرعت ۱۳ گره (۲۴ کیلومتر در ساعت و ۱۵ مایل در ساعت) تا موقعیت خود را بدست آورد در ساعت ۱۰:۳۰ یک اژدر از زیردریایی آلمانی U-9 به هاوک برخورد کرد که به سرعت واژگون و غرق شد.